# 考纳斯足球俱乐部
卡奧拿斯足球俱樂部（簡稱：FBK考那斯）是一間位於立陶宛的職業足球俱樂部，2007年时球隊於立陶宛足球超級聯賽比賽。前身為班加考那斯於1960年成立，直至1990年立陶宛脫離蘇聯宣佈獨立後卡奧拿斯進行重組，1993年班加卡奧拿斯重新命名為FBK卡奧拿斯並且加入籃球部（及後分拆為現時的BK卡奧拿斯立陶宛人），球會全名為Kauno futbolo beisbolo klubas（簡稱為FBK）。
立陶宛國內最大私有銀行烏奇歐銀行（Ukio Bankas）擁有人羅曼諾夫（Vladimir Romanov）是卡奧拿斯的主要股東之一，2005年10月羅曼諾夫當上蘇超球會赫斯的最大股東，與赫斯合作成為衛星球會，2006年十多位卡奧拿斯球員以借用身份外借至赫斯。1999年至2004年卡奧拿斯曾創出連續六年奪得立陶宛足球超級聯賽的佳績。

## 榮譽
- 立陶宛足球超級聯賽: 8 次
  - 1999, 2000, 2001, 2002, 2003, 2004, 2006, 2007

- 立陶宛盃: 4 次
  - 2002, 2004, 2005, 2008

- 立陶宛超級盃: 3 次
  - 2002, 2004, 2006